# Ella Jenkins
Pour les articles homonymes, voir Jenkins.
Ella Jenkins est une chanteuse de musique folk et enseignante américaine née le 6 août 1924 à Saint-Louis (Missouri) et morte le 9 novembre 2024 à North Side (Chicago, Illinois). 
Elle est désignée « The First Lady of the Children’s Folk Song » par le Wisconsin State Journal et est une des interprètes principales de chansons pour enfants en anglais durant cinquante ans.

## Biographie
Ella Louise Jenkins est née dans une famille d’Afro-Américains à Saint-Louis (Missouri) en 1924 et a grandi dans des quartiers à prédominance de classe moyenne inférieure du sud de Chicago. Ayant grandi dans une famille de scientistes chrétiens aux goûts musicaux éclectiques, elle a bénéficié de son riche environnement musical bien qu’elle n’ait reçu aucune formation musicale formelle.

## Récompenses
- Grammy Association Lifetime Achievement Award (2004)
- Grammy Nomination for Best Musical Album for Children pour Sharing Cultures with Ella Jenkins (2005)
- Grammy Award for Best Musical Album for Children pour cELLAbration: A Tribute to Ella Jenkins (2005)
- Grammy Nomination for Best Musical Album for Children pour Ella Jenkins and a Union of Friends Pulling Together (2000)
- Grammy Nomination for Best Musical Album pour Children pour Ella Jenkins and a Union of Friends (1999)
- Lifetime Achievement Award from the American Society of Composers, Authors and Publishers Foundation (First recipient in the field of Children's Music and the first woman selected for the honor) (1999)
- Honorary Doctorate of Human Letters de l'Erikson Institute (2004)
- Award from the Music Educators National Conference « in appreciation of her support for music education and the National Association for Music Education » (2000)
- Introduit au San Francisco State University Alumni Hall of Fame (2004)
- 2005 Chicagoan of the year par le Chicago Magazine

## Discographie
- 1957 : Call-and-Response Rhythmic Group Singing. FW7638 / SFW45030 pour la réédition de 1990 (LP, cassette, CD).
- 1959 : Adventures in Rhythm. FW7682 / SFW45007 pour la réédition de 1989 (LP, cassette, CD).
- 1960 : African-American Folk Songs & Rhythms, titre original Negro Folk Rhythms. FW7654 / SFW45003 pour la réédition de 1990 (cassette, CD).
- 1961 : This-a-Way-That-a-Way. FW7652, réédité en 1989 sous la référence SFW45002 (cassette, CD).
- 1961 : This is Rhythm. FW7652 / SFW45028 pour la réédition de 1990 (LP, cassette, CD).
- 1963 : Rhythms of Childhood. FW7653 / SFW45008 pour la réédition de 1989 (LP, cassette, CD).
- 1964 : Rhythm & Game Songs for Little Ones. FW7680 / SFW45027 pour la réédition de 1991 (cassette, CD).
- 1964 : Songs and Rhythms From Near and Far. FW7655 / SFW45033 pour la réédition de 1997 (cassette, CD).
- 1966 : You’ll Sing a Song and I’ll Sing a Song. FW7664 / SFW45010 pour la réédition de 1989 (LP, cassette, CD).
- 1968 : Play Your Instruments & Make a Pretty Sound. FW7665 / SFW45018 pour la réédition de 1990 (LP, cassette, CD).
- 1969 : Counting Games & Rhythms for the Little Ones. FW7679 / SFW45029 pour la réédition de 1997 (LP, cassette, CD).
- 1969 : A Long Time to Freedom. FW7754 / SFW45034 pour la réédition de 1992 (cassette, CD).
- 1970 : Seasons for Singing. FW7656 / SFW45031 pour la réédition de 1990 (cassette, CD).
- 1971 : And One And Two & Other Songs for Pre-School and Primary Children. FW7544 / SFW45016 pour la réédition de 1990 (LP, cassette, CD).
- 1971 : My Street Begins at My House. FW7543 / SFW45005 pour la réédition de 1989 (LP, cassette, CD).
- 1972 : Little Johnny Brown. FW7631 / SFW45026 pour la réédition de 1990 (cassette, CD).
- 1974 : Nursery Rhymes. FW7660 / SFW45019 pour la réédition de 1991 (LP, cassette, CD).
- 1974 : Jambo and Other Call and Response Songs and Chants. FW7661 / SFW45017 pour la réédition de 1990 (LP, cassette, CD).
- 1976 : Growing Up With Ella Jenkins. FW7662 / SFW45032 pour la réédition de 1990 (cassette, CD).
- 1977 : Songs, Rhythms And Chants for the Dance. FW7000AB / SFW45004 pour la réédition de 1992 (cassette, CD).
- 1979 : Travelin' - A Bilingual Journey. FW7640 / SFW45009 pour la réédition de 1989 (LP, cassette, CD).
- 1982 : Early Early Childhood Songs. FW7630 / SFW45015 pour la réédition de 1990 (LP, cassette, CD).
- 1990 : We Are America's Children. FW7666 / SFW45006 pour la réédition de 1990 (LP, cassette, CD).
- 1991 : Live at the Smithsonian. SFW48001 (VHS, DVD).
- 1991 : Come Dance by the Ocean. SFW45014 (LP, cassette, CD).
- 1991 : For the Family. SFW48002 (VHS, DVD).
- 1995 : Multicultural Children's Songs. SFW45045 (LP, cassette, CD).
- 1996 : Holiday Times. SFW45041 (cassette, CD).
- 1996 : Songs Children Love To Sing. SFW45042 (cassette, CD).
- 1999 : Ella Jenkins and A Union of Friends. SFW45046 (LP, cassette, CD).
- 2003 : Sharing Cultures With Ella Jenkins. SFW45058 (CD).
- 2004 : cELLAbration. SFW45059 (CD).
- 2007 : cELLAbration Live! A Tribute to Ella Jenkins. SFW48007 (DVD).